# Dziewieniszki (gmina)
Gmina Dziewieniszki (lit. Dieveniškių seniūnija) – gmina w rejonie solecznickim okręgu wileńskiego na Litwie.
Polacy stanowią 79,6% ludności gminy.

## Miejscowości
Miejscowości w gminie Dziewieniszki: Albertyn, Bieczany, Chomucie, Dąbrowszczyzna, Dowlany, Gieduny, Giełoże, Girdziuny, Gudele, Gurele, Jewiele, Jurgielaniszki, Jurgielany, Kazimierzowo, Kaziule, Kaziulenka, Koczany, Kowale, Krakuny, Maciucie, Malinówka, Międzysargi, Milkuny (gmina Dziewieniszki), Narwiliszki, Nowe Kowale, Nowe Mieżany, Plusty, Podworyszki, Pogowiany, Powidańce, Powodzie, Probościszki, Puciszki, Pulki, Rojstówka, Rojstówka, Romaszki, Rudnia, Ryndziuny, Siluki, Skajwany, Skrejczany, Smoliszki, Soboluny, Stare Mieżany, Szajdziuny, Szarkojcie, Szurkszcze, Urlańce, Waszkiele, Wersoka, Wiażykońce, Wojszuckie, Wołkowszczyzna, Zabieliszki, Zagórki (gmina Dziewieniszki), Zajaszowo, Żyżmy.